# منیفلد فینسلری
در ریاضیات، به ویژه هندسه دیفرانسیل، منیفلد فینسلر یک منیفلد دیفرانسیل‌پذیر {\displaystyle M}
است که در آن یک نرم میکوفسکی (احتمالا پادمتقارن) {\displaystyle F(x,-)} روی هر فضای مماس {\displaystyle T_{x}M} فراهم می‌شود و به کمک آن می‌توان طول هر خم هموار {\displaystyle \gamma \colon [a,b]\rightarrow M} را به فرم زیر تعریف کرد:
{\displaystyle L(\gamma )=\int _{a}^{b}F\left(\gamma (t),{\dot {\gamma }}(t)\right)\,\mathrm {d} t.}
منیفلدهای فینسلر کلی تر از منیفلدهای ریمانی هستند زیرا برای تعریف نرم مماس نیازی به ضرب داخلی نیست.
الی کارتان این منیفلدها را به افتخار پل فینسلر که این هندسه را در پایان‌نامه خود مطالعه کرد، منیفلدهای فینسلر نامید.

## تعریف
منیفلد فینسلر یک منیفلد دیفرانسیل‌پذیر M به همراه متریک فینسلری که یک تابع پیوسته نامنفی {\displaystyle F\colon T_{M}\rightarrow [0,\infty )} است که روی بسته مماس طوری تعریف می‌شود که برای هر نقطه {\displaystyle x} در {\displaystyle M} :
- برای هر دو بردار {\displaystyle v,w} مماس بر {\displaystyle M} در {\displaystyle x} داریم (زیرجمع پذیری) :

{\displaystyle F(v+w)\leq F(v)+F(w)}
- برای هر {\displaystyle \lambda \geq 0} (و نه لزوماً برای {\displaystyle \lambda <0}) داریم (همگنی مثبت) :

{\displaystyle F(\lambda v)=\lambda F(v)}
- {\displaystyle F(v)>0} مگر اینکه {\displaystyle v=0} (مثبت معین)

به عبارت دیگر ، {\displaystyle F(x,-)} یک نرم پادمتقارن روی هر فضای مماس {\displaystyle T_{x}M} . متریک فینسلر {\displaystyle F} نیز باید هموار باشد، به‌طور دقیق تر:
- {\displaystyle F} روی مکمل بخش صفر {\displaystyle T_{M}} هموار است.